# أوديسا جرادي كلاي
أوديسا لي كلاي (بالإنجليزية: Odessa Grady Clay)‏ (12 فبراير 1917 - 20 أغسطس 1994)؛ والدة الملاكم الأمريكي الراحل محمد علي وأخيه رحمن علي المعروف سابقا باسم رودولف فالنتينو كلاي، وجدة ليلى محمد علي.

## روابط خارجية
- أوديسا جرادي كلاي على موقع IMDb (الإنجليزية)
- أوديسا جرادي كلاي على موقع قاعدة بيانات الفيلم (الإنجليزية)